# Володимирівка (Скадовський район)
Володи́мирівка (до 1918 року — Циганівка) — село в Україні, у Лазурненській селищній громаді Скадовського району Херсонської області. Населення становить 881 особу.

## Розташування
Село розташоване на узбережжі Джарилгацької затоки Чорного моря, на відстані 25 км від районного центру та 70 км від найближчої залізничної станції Брилівка. Площа: 1,288 км².

## Історія
Історична назва — Циганівка. Село засноване наприкінці ХІХ століття переселенцями з села Красне та інших навколишніх сіл. Невдовзі після окупації УНР більшовиками Циганівку було перейменовано на Мопрівку (назване більшовиками на честь «Международной организации помощи рабочим»). Таку назву село носило до 1968 року, коли йому присвоїли нову назву — Володимирівка.
У 1929 р. більшовики утворили в Циганівці колгосп, який дістав назву «СОЗ». Через два роки колгосп перейменували у «Шлях МОПРА». Населення Циганівки неохоче записувалось до колгоспу, практично ніхто не бажав добровільно віддавати свій реманент і худобу окупаційній адміністрації. Заможні селяни розгорнули антиколгоспну агітацію і чинили спротив колективізації.
Як серед уродженців, так і серед мешканців села можна зустріти велику кількість репресованих, які за реальними а часто і надуманими звинуваченнями були піддані політичним репресіям.
У період нацистської окупації (з липня 1941 року) Скадовський район перебував у складі губернаторства Трансністрія. Німецька влада панувала у Мопрівці з 15 вересня 1941 року до 5 листопада 1943 року.
У 1947 році колгосп «Шлях МОПРА»  було  перейменовано у колгосп імені Суворова, який у 1960 році — на  «Пам'ять Ілліча». Колгосп проіснував до 1966 року, коли  згідно з постановою генсека ЦК КПРС М. С. Хрущова 2/3 колгоспів повинні були реорганізуватися у радгоспи. З того часу почав діяти  радгосп «Пам'ять Ілліча», який об'єднав 3 села: Новоросійське, Мопрівка та Лиманське.
У 1968 році село Мопрівка було перейменовано у село Володимирівка. У 1996 році радгосп «Пам'ять Ілліча» перейменовано у агрофірму «Володимирівка», а із 2000 року — у ТОВ «Володимирівка».
24 лютого 2022 року село тимчасово окуповане російськими військами під час російсько-української війни.

## Населення
Згідно з переписом УРСР 1989 року чисельність наявного населення села становила 862 особи, з яких 409 чоловіків та 453 жінки.
За переписом населення України 2001 року в селі мешкали 872 особи.

### Мова
Розподіл населення за рідною мовою за даними перепису 2001 року:
| Мова       | Відсоток |
| ---------- | -------- |
| українська | 85,81 %  |
| російська  | 10,44 %  |
| вірменська | 1,48 %   |
| молдовська | 1,25 %   |
| білоруська | 0,91 %   |